# Kim Unszon
Kim Unszon, hangul: 김은선, Nyugaton: Kim Eun-sun (Szöul, 1980. október 23. – ) koreai karmesternő. 

## Élete, munkássága
Kim 1980-ban született a dél-koreai Szöulban, és négyéves korában kezdett zongorázni, édesanyja tanította. A zeneszerzés jobban érdekelte, ezért a szöuli Jonsze Egyetemen tanult zeneszerzést, de egyik professzora, Cshö Szunghan tanácsára felvette a vezénylést is. Tanulmányait ezután a stuttgarti Állami Zene- és Előadóművészeti Egyetemen folytatta, és 2008-ban, nem sokkal a diploma megszerzése után megnyerte a Jesús López Cobos által szervezett Madridi Nemzetközi Opera karmesterversenyt. Ez lehetővé tette számára, hogy 2008 és 2010 között Cobos asszisztense lehessen a madridi Teatro Realnál és a Madridi Szimfonikus Zenekarnál. A spanyol dirigensen kívül két másik karmester is fontos befolyással volt rá: 2010-ben találkozott Daniel Barenboimmal, 2011-ben pedig Kirill Petrenkóval, akinek asszisztense is volt a Trisztán és Izolda előadásán az Opèra National de Lyonban.
Önálló karmesterként 2010 tavaszán debütált a madridi Auditorio Nacionalban, Rossini A reimsi utazás című operájának vezénylésével. A következő évadban a Grazi Operában lépett fel, és nem sokkal később visszahívták még egy koncertre. 2012-ben debütált a Frankfurti Operában Puccini Bohémélet című operájának előadásában. A következő években francia és német operaprodukciókban lépett fel. 2014-ben az Opéra de Marseille Traviata előadást vezényelte, a kritika dicsérte („a legkisebb gyengeség nélkül is sikerül állandó egyensúlyt teremtenie a líraiság és a dinamizmus között”). 2016-ban a Touloni Operában szerepelt. A 2015-2016-os szezonban a berlini Staatsoper Unter den Lindenben Verdi Az álarcosbál, a drezdai Semperoperben Puccini Bohémélet, a Frankfurti Operában Wagner A bolygó hollandi és Lehár Ferenc Luxemburg grófja című előadásában lépett fel. A 2017–2018-as szezont az Egyesült Államokban kezdte, a Houstoni Nagyoperában vezényelte a Traviátát, ezzel is segítve a város zenei életének újraindulását a Harvey hurrikán után. Ezt követően novemberben Drezdában a Rigolettót, decemberben a müncheni Bayerische Staatsoperben a Jancsi és Juliskát, januárban Berlinben az Ariadné Naxosz szigetént, áprilisban Frankfurtban Az alvajárót), júliusban pedig Zürichben a Carment. 2018 májusában váratlanul – első női karmesterként – meghívták a 145 éves múltra visszatekintő Cincinnati Májusi Fesztiválra, ahol a szexuális zaklatási ügybe belebukó James Levine-t kellett helyettesíteni, egy hét felkészülési idővel. Verdi Requiemjét vezényelte a Cincinnati Szimfonikus Zenekar és a Májusi Fesztiválkórus, illetve énekesek közreműködésével. „A pódiumon parancsolóan jelenlévő Kim a Reqiuem inspiráló előadását vezényelte, amely egyszerre közvetítette a melegséget és a felvillanyozó erőt” – írta a kritika. A cincinnati fellépés előtti napon a Houston Grand Opera a 2019-2020-as szezontól négyéves időtartamra Kimet nevezte ki fő vendégkarmesterének (ezt a pozíciót 1993 óta nem töltötték be). 2019 júniusában debütált a San Franciscó-i Operában, Dvořák Ruszalkájában. Ennek nyomán az év végén San Franciscó-i Opera bejelentette, hogy 2021. augusztus 1-jei hatállyal, ötéves kezdeti szerződéssel zeneigazgatónak nevezi ki. Ezzel ő lett az egyetlen nő és egyetlen ázsiai karmester, aki egy nagy amerikai operaház zenei igazgatója lett. 2020-ban meghívták a francia nemzeti ünnepen hagyományosan megtartott szabadtéri Párizsi Koncert dirigálására. San Franciscó-i zeneigazgatói kezdő évadát 2021-ben Puccini Toscájával nyitotta meg, majd a Bohéméletet vezényelte a New York-i Metropolitan Operában és a bécsi Staatsoperben. 2022 március-áprilisában a chicagói Lyric Operában ismét a Tosca, majd a Houstoni Nagyoperában a Turandot következett.
Kim karmesteri működése elsősorban az operákra koncentrál, de ő úgy nyilatkozott, hogy igyekszik egyenlően elosztani az idejét az operai és a szimfonikus zenei fellépések között.
Kim hat nyelven beszél. Férje Michael Lewin koncertszervező.

## Felvételei
| Megjelenés | Tartalom                                 | Közreműködők                                                     | Kiadó          |
| ---------- | ---------------------------------------- | ---------------------------------------------------------------- | -------------- |
| 2017       | Franz Lehár: Der Graf von Luxemburg -    | Frankfurter Opern- und Museumsorchester, Chor der Oper Frankfurt | Oehms Classics |
| 2020       | Ole Bull: Stages of Life (Blu-ray, SACD) | Annar Follesø, Norwegian Radio Orchestra                         | 2L             |